# 沙佩勒莱埃莱蒙
沙佩勒莱埃莱蒙（法語：Chapelle-lez-Herlaimont，法語發音：[ʃapɛl le ɛʁlɛmɔ̃] ⓘ）是比利时瓦隆大区埃諾省沙勒罗瓦区的一个市镇，通行法语，是比利时法语社群的一部分，面积18.21平方千米，人口14,900人（2018年1月1日）。

## 地名
该地名“Chapelle-lez-Herlaimont”发音为[ʃapɛl le ɛʁlɛmɔ̃]，“lez”与“Herlaimont”不联诵，字母“z”不发音，《世界地名翻译大辞典》与《世界地名译名词典》将其误译作“沙佩勒莱泽莱蒙”。